# Ходовая рубка
Ходовая рубка — специальное помещение, размещающееся в корабельной рубке или в надстройке, из которого осуществляется управление кораблём на ходу. Оборудование ходовой рубки состоит из приборов и устройств, необходимых для управления рулём, энергетическими установками, контроля за скоростью, курсом, пройденным расстоянием и глубиной под килем, связи с командным пунктом и боевыми постами корабля, наблюдения за окружающей обстановкой с помощью радиолокационных и гидроакустических средств и применения корабельного оружия.
Обычно ходовая рубка имеет иллюминаторы для визуального обзора, а также выход на ходовой мостик, расположенный у неё на крыше.